# Ramão Ballejo
Ramão Ballejo Filho (Bagé, 15 de julho de 1924 — Porto Alegre, 12 de junho de 2007) foi um futebolista brasileiro que atuou como atacante.

## Carreira
Atacante, começou a carreira em equipes amadoras de Bagé, quando foi contratado pelo Grêmio Esportivo Bagé em 1949. Foi o maior artilheiro da história do Bagé, tendo marcado 117 gols pela equipe jalde-negra. Também serviu à Seleção Gaúcha, no início da década de 1950.
Atuou também pelo Grêmio, sendo o primeiro atleta bageense a marcar gol no Maracanã, em uma partida amistosa contra o Flamengo, no dia 15 de novembro de 1951, vencida pelo Grêmio por 3–1. Após encerrar sua carreira, em 1960 no Bagé, Ballejo teve breve passagem como treinador jalde-negro.

## Morte
Morreu em Porto Alegre no dia 12 de junho de 2007, aos 82 anos de idade, vítima do Mal de Alzheimer.